# Ethan Sonis
Ethan Sonis (Coral Springs, Estados Unidos; 9 de noviembre de 1995) es un futbolista estadounidense de origen argentino. Juega de mediocampista y su equipo actual es el USL Premier Development League de Estados Unidos.

## Trayectoria
También jugó con otros clubes juveniles Miami Springs SC (2011), West Pines Estados SC en Pembroke Pines, Florida., (2010), el equipo de Tuzos Club de Fútbol Pachuca 96 en Phoenix (2009), que está afiliada a la Liga MX lado del Club de Fútbol Pachuca, y Great Falls / Reston Fútbol club en Virginia (2004-07). Sonis también entrenó durante un mes en los Países Bajos con el PEC Zwolle (2013) y probó para los clubes argentinos River Plate (2011) y Chacarita Juniors (2011), además de participar en el campo de entrenamiento por invitación del Real Madrid (2008).
Sonis perfeccionó sus habilidades en la Academia Kendall SC desde 2011 hasta el 2012, donde fue capitán de la Selección Sub-18 y comenzó todos los partidos que jugó.

## Selección
- Ha sido internacional con la Selección Sub-20 de Estados Unidos.

## Clubes
| Club                         | País           | Año         |
| ---------------------------- | -------------- | ----------- |
| FC Dallas (Reserva)          | Estados Unidos | 2013 - 2014 |
| SC Freiburg II               | Alemania       | 2014 - 2016 |
| Jacksonville Armada (Cedido) | Estados Unidos | 2015 - 2016 |
| FC Miami City                | Estados Unidos | 2016 -      |